# Полонский, Витольд Альфонсович
Вито́льд Альфо́нсович Поло́нский (1879, Москва — 22 декабря 1918, там же) — русский актёр немого кино.

## Биография
Отец Витольда, дворянин Могилёвской губернии Альфонс Полонский, принимал участие в польском восстании 1863—1864 годов, за это был этапирован в Сибирь. Здесь у него родились двое сыновей — Витольд и Игнатий. Позже, после помилования, семья перебралась в Санкт-Петербург, где Витольд поступил в Царскосельскую Николаевскую гимназию. Наставником класса, в котором учился Витольд, был директор гимназии Иннокентий Федорович Анненский.
После окончания учёбы (1901) поступил на драматические курсы Московского театрального училища, после которых в 1907 году был принят в прославленную труппу Малого театра, где с успехом играл до 1916 года.
Один из самых популярных актёров дореволюционного кино. Первая роль — князь Андрей («Наташа Ростова» — 1915).
Исполнял в основном роли великосветских героев-любовников: «Братья Борис и Глеб» (Борис), «Ирина Кирсанова» (Борис), «Песнь торжествующей любви» (Евгений), «После смерти» (Андрей Багров), «Тени Греха» (Владислав Зарицкий) — все 1915, «Жизнь за жизнь» (князь Баратынский) — 1916, «У камина» (Ланин) — 1917, «Жертва вечерняя» (князь Мирский) — 1918 и другие. Его партнерами по фильмам были прославленные актеры: Вера Холодная, Вера Каралли, Иван Мозжухин, Осип Рунич, Владимир Максимов.
Скончался 22 декабря 1918 года от отравления недоброкачественными продуктами в московской Ново-Екатерининской больнице после запоздалой операции.

### Семья
Был дважды женат. От первого брака (с Верой Пашенной) дочь Ирина; внук — Владимир Сверчков (1933—1973), актёр и режиссёр Малого театра. От второго (с актрисой Малого театра Ольгой Гладковой) Вероника Полонская — актриса, последняя любовь поэта Владимира Маяковского; внук — Владимир Фивейский (урожд. Владимир Азерский; р. 1936).

## Фильмография
- 1915 — Наташа Ростова — князь Андрей
- 1915 — Братья Борис и Глеб — Борис
- 1915 — Ирина Кирсанова — Борис
- 1915 — Песнь торжествующей любви — Евгений
- 1915 — После смерти — Андрей Багров
- 1915 — Тени греха — Владислав Заржецкий
- 1915 — Обожжённые крылья
- 1915 — Счастье вечной ночи
- 1916 — Миражи («Трагедия красивой девушки») — Дымов
- 1916 — Королева экрана
- 1916 — Жизнь за жизнь («Сёстры-соперницы», «За каждую слезу по капле крови») — князь Баратынский
- 1916 — Сёстры Бронские — Марк Шарковский
- 1916 — Умирающий лебедь — Виктор Красовский
- 1916 — Разорванные цепи («Песнь любви и страданий») — Карцев
- 1916 — Колдунья — Владислав
- 1917 — У камина — Ланин
- 1917 — Иди за мной
- 1918 — Жертва вечерняя — князь Мирский
- 1918 — Бал Господень («К богу на бал»)
- 1918 — Молчи, грусть, молчи («Сказка любви дорогой»)